# Phineus
Phineus (Oudgrieks: Φινεύς) is een figuur uit de Griekse mythologie.
Hij was een zoon van Agenor, en koning van Salmydessos in Thracië. Op aanstoken van zijn tweede vrouw Idaea liet hij zijn zonen uit zijn eerste huwelijk blind maken. Wegens deze gruweldaad werd Phineus door de goden zelf met blindheid gestraft (maar hij verkreeg ook profetische gaven), en werd hij voortdurend gekweld door de harpijen, die zijn voedsel roofden of bezoedelden met hun drek. Aan de plaag kwam een einde toen de Argonauten langskwamen op hun tocht naar Colchis (aan de oostkant van de Zwarte Zee), en Zetes en Calaïs Phineus' belagers verjoegen. Als dank gaf Phineus zijn redders nuttige aanwijzingen voor hun verdere tocht.
In de beeldende kunsten wordt Phineus, samen met de harpijen die zijn maaltijd roven, afgebeeld als een bejaarde, blinde man met een baard (bv. op een zwartfigurige schaal uit ca. 520 v.Chr., nu bewaard in Würzburg).